# Elisabeth Knust
Elisabeth Knust (* 9. Januar 1951) ist eine deutsche Zell‐ und Entwicklungsbiologin und seit 2007 Direktorin am Max-Planck-Institut für Molekulare Zellbiologie und Genetik. Sie forscht zur Entwicklung und Aufrechterhaltung epithelialer Zellpolarität. Im Jahr 2019 wurde sie emeritiert.

## Leben
Knust studierte Biologie an der Universität Düsseldorf. Dort promovierte sie 1979  zur Dr. rer. nat. Sie war wissenschaftliche Mitarbeiterin am Institut für Klinische Virologie, Universität Erlangen-Nürnberg und Wissenschaftliche Assistentin am Institut für Entwicklungsbiologie der Universität zu Köln. 1988 habilitierte sie sich im Fach Entwicklungsbiologie an der Universität zu Köln. Nach einem Forschungsaufenthalt als Heisenberg-Stipendiatin an der University of Colorado in Boulder war sie zwischen 1990 und 1996 Professorin am Institut für Entwicklungsbiologie der Universität zu Köln und zwischen 1996 und 2006 Leiterin des Instituts für Genetik der Heinrich-Heine-Universität Düsseldorf.
Seit 2007 ist sie Honorarprofessorin für Entwicklungsbiologie an der Technischen Universität Dresden und Direktorin am Max‐Planck‐Institut für molekulare Zellbiologie und Genetik in Dresden. 2019 wurde sie emeritiert. 2009–2013 war Knust Vizepräsidentin der Deutschen Forschungsgemeinschaft (DFG).

## Wirken
Knust beschäftigt sich vor allem mit der räumlichen Differenzierung von Zellen, der als „Zellpolarität“ zentrale Bedeutung bei der Entwicklung von Organismen zukommt. Eng verbunden mit dieser Thematik sind ihre Arbeiten zur Erforschung der genetischen Grundlagen retinaler Degeneration, die sie vorwiegend an der Taufliege Drosophila melanogaster durchführt.
Die Arbeitsgruppe von Knust identifizierte und charakterisierte einen Proteinkomplex, den Crumbs/Crb‐Proteinkomplex, der essentiell für die Aufrechterhaltung epithelialer Zellpolarität ist. Alle bekannten Mitglieder dieses Komplexes sind von der Fliege bis zum Menschen konserviert. Verlust seiner Funktion führt zum Zusammenbruch vieler Epithelien im sich entwickelnden Drosophila‐Embryo. Darüber hinaus führen Mutationen in den jeweiligen Genen zu retinaler Degeneration, das heißt, die Fliegen werden blind. Das ist deshalb bemerkenswert, weil Mutationen in einem der menschlichen Crb‐Gene, Crb1, zu Retinitis pigmentosa (RP12) führt, eine Krankheit, die mit Netzhautdegeneration und Erblindung einhergeht. Die Forschungsarbeiten in der Gruppe von Knust haben das Ziel, die zell‐ und molekularbiologischen Grundlagen der Wirkungsweise dieser Gene aufzuklären. Es ist zu erwarten, dass diese Erkenntnisse auch zum Verständnis der Ursachen der menschlichen Krankheit beitragen.

## Auszeichnungen und Mitgliedschaften
- 1997: Gottfried-Wilhelm-Leibniz-Preis der DFG[4]
- Seit 2003: ordentliches Mitglied der Berlin-Brandenburgischen Akademie der Wissenschaften[6]
- Seit 2015: Mitglied der Nationalen Akademie der Wissenschaften Leopoldina[7]
- Seit 2022: Auswärtiges Mitglied, Indian National Science Academy, Indien[5]